# Савчук, Влодзимеж
Влодзимеж Савчук (пол. Włodzimierz Sawczuk; 16 августа 1925, Белосток — 4 октября 2010, Варшава) — польский генерал, участник Второй мировой войны, в 1972—1980 — начальник Главного политуправления Народного Войска Польского, заместитель министра национальной обороны ПНР. В 1975—1981 — член ЦК ПОРП. Проводил ортодоксально-догматичный идеологический курс, стоял на позициях «партийного бетона», выступал за силовое подавление профсоюза Солидарность. Вступил в политический конфликт с высшими партийно-государственными руководителями, был отстранён генералом Ярузельским.

## Офицер и политрук
Родился в семье украинского происхождения. Отец был извозчиком, мать фабричной работницей. Влодзимеж Савчук получил неполное среднее образование. Во время немецкой оккупации работал грузчиком и землекопом. В августе 1944 добровольцем вступил в 1-ю Варшавскую пехотную дивизию, сформированную из польских коммунистов в СССР. Окончил училище младшего комсостава, служил в стрелковом полку. Командовал отделением, участвовал в боях за Берлин.
После войны Влодзимеж Савчук остался на службе в Народном Войске Польском. Командовал взводом, затем ротой. В 1948 получил офицерское звание поручика, в 1951 — капитан, в 1952 — майор. В 1950 (по другим данным, в 1948) поручик Савчук вступил в правящую компартию ПОРП. С 1951 перешёл на службу в армейские политорганы. Был секретарём организации ПОРП в штабе Варшавского военного округа. Занимал должность заместителя командира в 25-й, 15-й, 19-й пехотных дивизиях.
В 1955—1956 майор Савчук прослушал в Москве курс Военно-политической академии имени Ленина. Получил советский диплом политрука. Вернувшись в ПНР, поступил на службу в Главное политуправление, до 1962 возглавлял инспекционный отдел. Затем снова находился в СССР, до 1965 обучался в Академии генштаба. По возвращении в ПНР получил в 1966 звание генерал бригады.
Генерал Савчук был заместителем командующего Силезским военным округом по политической части. Командовали округом генерал дивизии Эугениуш Мольчик, затем генерал дивизии Флориан Сивицкий. В августе 1968 Савчук как начальник политотдела 2-й армии под командованием Сивицкого участвовал во вторжении в Чехословакию. В 1971 — заместитель начальника Главного политуправления.

## Начальник политуправления
8 июня 1972 Влодзимеж Савчук в звании генерал дивизии назначен начальником Главного политуправления Народного Войска Польского. Сменил на этом посту генерала дивизии Яна Чаплю. Эта кадровая замена отражала политические интриги в партийной верхушке: первый секретарь ЦК ПОРП Эдвард Герек устранял сторонников своего конкурента Мечислава Мочара. Генерал Чапля был заметной фигурой мочаровской национал-коммунистической «фракции партизан». Генерал Савчук, подобно Чапле, стоял на ортодоксально-сталинистских позициях, но у него не просматривалось уклона в польский национализм (вся служебная карьера была слишком плотно завязана на СССР). Главное же, Савчук не принадлежал к окружению Мочара.
Под руководством Савчука политорганы максимально ужесточили идеологический контроль в вооружённых сил ПНР. Не допускалось никаких отклонений от марксизм-ленинизма, руководящей роли ПОРП, атеистического мировоззрения, участия в Варшавском договоре, военно-политического союза с СССР. В частности, в 1977 Савчук запретил в армии любое упоминание о Катынском расстреле.
Генерал Савчук всемерно усиливал партийное влияние в армии. Сам он ещё с 1971 состоял в Центральной комиссии партийного контроля. В 1973 в звании генерала брони назначен заместителем министра национальной обороны генерала армии Войцеха Ярузельского. На VII съезде ПОРП в 1975 Влодзимеж Савчук введён в состав ЦК. В 1976 избран в сейм ПНР, переизбран в 1980.
В то же время отношения Савчука с Ярузельским складывались сложно. Внутренняя военная служба (WSW) в закрытых отчётах Ярузельскому негативно характеризовала Савчука и Мольчика. Сам Ярузельский говорил о «догматизме и брутальности» Савчука. Репутация Савчука и Мольчика как «московских» генералов, их явная ориентация на советское покровительство, вызывала неприятие высшего командования (в случае Савчука определённую роль играло и украинское этническое происхождение).
Савчук был известен не только энергией и решительностью, но также высокомерием, грубостью, жестокостью. Общение с ним могло привести к сердечному приступу. По отзывам Мечислава Раковского, с подчинёнными, даже генералами, Савчук обращался «как довоенный капрал с новобранцами». Выделялся он и на пьяных застольях, в этом состоянии почти игнорировал субординацию. Известен случай, когда на охоте он разбил служебную машину.
7 мая 1980 генерал Савчук был снят с должности начальника Главного политуправления. Его сменил генерал дивизии Юзеф Барыла — идеологически и политически малоотличимый от предшественника, но близкий Ярузельскому. Утратив посты в армии и правительстве, Влодзимеж Савчук сохранял генеральское звание и оставался членом ЦК ПОРП.

## Политик «бетона»
Летом 1980 забастовочное движение привело к созданию независимого профсоюза Солидарность. Сменилось высшее партийно-государственное руководство — первым секретарём ЦК стал Станислав Каня, премьер-министром — генерал Ярузельский. Происходил раскол в партии и аппарате: выделялись реформистские «горизонтальные структуры» и ортодоксальный «партийный бетон».
Генерал Савчук стал видной фигурой «бетона». В противостоянии ПОРП с «Солидарностью» Савчук выступал за силовое подавление профсоюза. Был сторонником прямого советского вмешательства. Негативно относился к руководству Кани и Ярузельского: считал их недостаточно решительными, во внутрипартийном противостоянии поддерживал «бетонных» лидеров — Тадеуша Грабского, Стефана Ольшовского, Анджея Жабиньского, Мирослава Милевского. Пользовался поддержкой военных и политических руководителей СССР, ГДР, ЧССР, НРБ, ВНР. В отчётах Министерства госбезопасности ГДР Савчук упоминался как «представитель марксистско-ленинских сил» (наряду с такими фигурами, как Станислав Чосек, Анджей Жабиньский, Станислав Кочёлек, Зыгмунт Найдовский, Ежи Путрамент, Януш Прокопяк).
С другой стороны, ориентированная на Ярузельского WSW характеризовала Савчука как «скомпрометированного генерала, который рядится в перья реставратора». Указывалось на его непопулярность в армии, на подрыв армейского авторитета его пребыванием в ЦК. Цитировались высказывания военных того плана, что такие, как Савчук, должны нести ответственность за кризис, а не учить, как его преодолевать. Савчук и Мольчик были названы «правой группировкой, стремящейся силой сорвать процессы обновления».
В июне 1981, на предсъездовском пленуме ЦК ПОРП, генерал Савчук включился в «заговор Грабского». Он резко осудил Каню и Ярузельского за «бездействие перед террором „Солидарности“» и фактически потребовал их отставки. Однако Грабский и его сторонники потерпели поражение на пленуме — причём все ведущие генералы выразили поддержку военному министру Ярузельскому, а не бывшему начальнику политуправления Савчуку. Предположительно «бунт „бетона“» инспирировал многоопытный Ольшовский — не для отстранения первого секретаря и премьера, а для зондажа их позиций и побуждения к большей решительности. Таким образом, Савчук (как и Грабский) оказался неосознанным орудием Ольшовского.
На IX чрезвычайном съезде ПОРП Влодзимеж Савчук был выведен из состава ЦК. Его военно-политическая деятельность фактически завершилась. Сдвиг высшего руководства в направлении «бетона», введение военного положения, репрессивное подавление «Солидарности» отвечали взглядам Савчука. Но конфликт с Ярузельским — главой ПОРП, правительства и WRON — исключал участие Савчука во власти. В августе 1982 он был направлен послом в Ливийскую джамахирию. Оставался в этой должности до июля 1986, после чего переведён в распоряжение министра обороны (эту должность к тому времени занимал генерал армии Сивицкий). В 1988 Савчук вышел на пенсию.
В бурных событиях конца 1980-х — забастовочное противостояние, тайные переговоры, Круглый стол, альтернативные выборы и победа «Солидарности» — Влодзимеж Савчук участия не принимал. В Третьей Речи Пополитой дистанцировался от политики и публичности.

## Похороны и возражения
Скончался Влодзимеж Савчук в возрасте 85 лет. Похоронен на кладбище Воинские Повонзки. На церемонии присутствовал Юзеф Барыла, к тому времени частное лицо. На смерть Савчука не было опубликовано ни одного некролога. Представители антикоммунистической общественности протестовали против захоронения Савчука на престижном военном кладбище.
Влодзимеж Савчук был женат, имел двух сыновей. Барбара Шиманьская-Савчук в 2013 похоронена вместе с мужем.